# Prix de réserve
Le prix de réserve est une notion classique des ventes aux enchères. C’est un prix secret, fixé préalablement par le vendeur, en dessous duquel le bien ne sera pas vendu. Le prix de réserve permet au vendeur de se prémunir du risque que les enchères ne décollent pas et d’être, par conséquent, obligé de vendre son bien à vil prix.
Le prix de réserve peut être ferme ou relatif. Il est ferme lorsque la vente est directement annulée si le prix d’adjudication finale est inférieur au prix de réserve. Il est relatif lorsque les conditions générales de vente prévoient que le vendeur a la possibilité d’accepter la meilleure enchère finale même si celle-ci est inférieure au prix de réserve.